# 于爾奇峰
46°35′47.3″N 9°50′9.1″E / 46.596472°N 9.835861°E

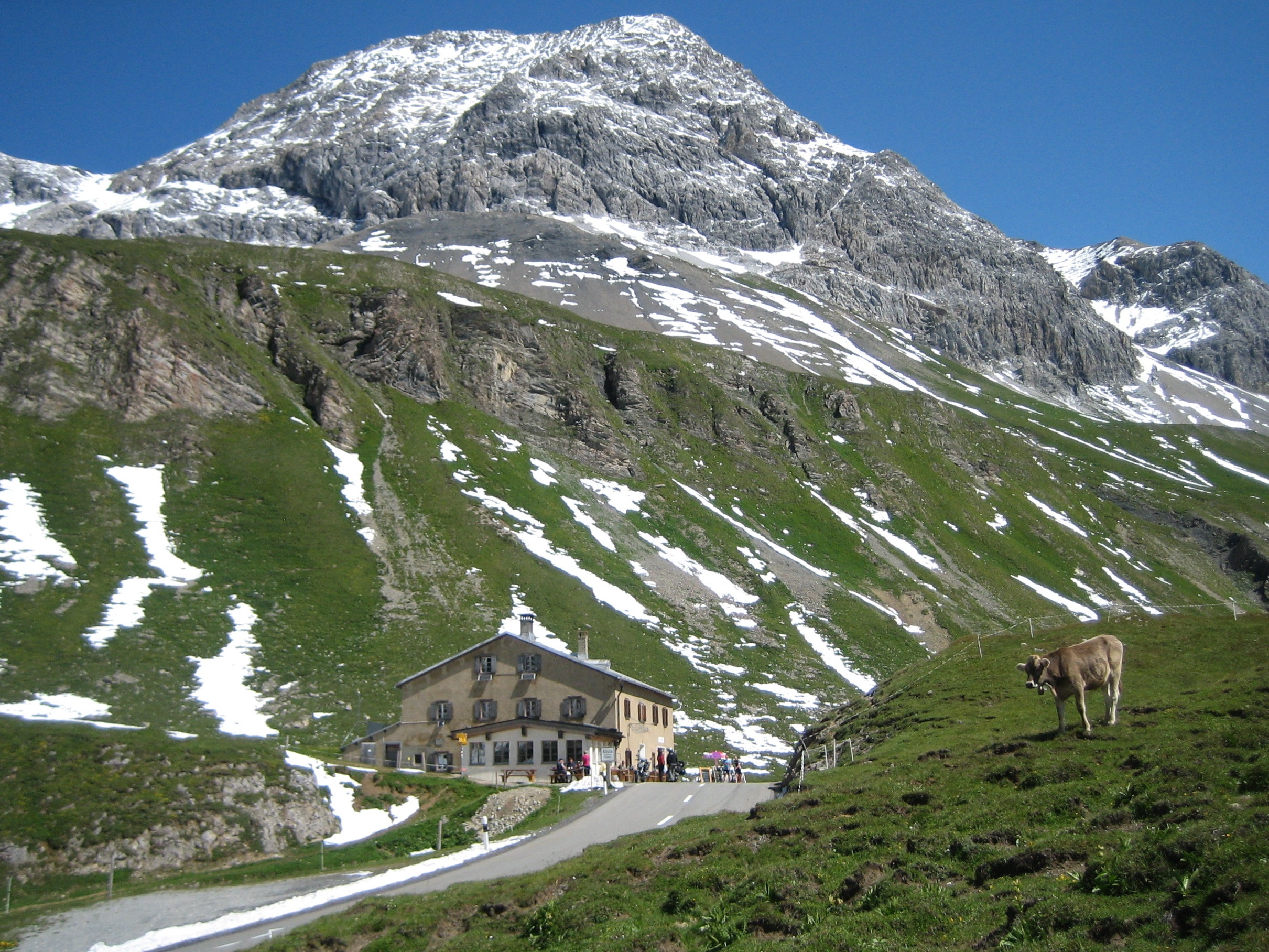
於爾奇峰

于爾奇峰（Piz Üertsch），是瑞士的山峰，位於該國東南部，由格勞賓登州負責管轄，屬於阿爾布拉山脈的一部分，海拔高度3,268米，每年平均降雨量1,729毫米。